# Jan Snoeks
Jan Snoeks (IJmuiden, 31 maart 1932 – aldaar, 1 november 2022) was een Nederlands voetballer die als aanvaller voor onder andere Stormvogels en Ajax speelde.

## Biografie
Jan Snoeks was de zoon van Henk Snoeks en Aagje Pronk. Hij trouwde op 18 december 1957 met Ina Guijt.
Hij speelde tot 1957 voor Stormvogels, waarmee hij van 1954 tot 1957 in het betaald voetbal speelde in de Eerste klasse, Hoofdklasse en Eerste divisie. In deze periode werd hij geselecteerd voor het Nederlands B-elftal. Hij maakte zijn debuut op 21 maart 1956 als invaller tegen West-Duitsland B.
In de zomer van 1957 werd hij op eigen verzoek door Stormvogels op de transferlijst geplaatst. Hij vertrok voor een bedrag van 30.000 gulden naar Ajax. Hij debuteerde voor Ajax op 25 augustus 1957, in de met 4–0 gewonnen thuiswedstrijd tegen MVV. Hij scoorde in de 64e minuut de 3–0. In zijn eerste seizoen bij Ajax scoorde hij driemaal in twaalf wedstrijden. Hij miste een groot deel van dit seizoen door een knieblessure. Die liep hij op in een oefenduel met Ajax op 16 oktober 1957 tegen het Nederlands jeugdelftal.
In zijn tweede seizoen bij Ajax scoorde hij zeven keer in twintig wedstrijden, waaronder één in de met 9–2 gewonnen uitwedstrijd tegen SHS op 22 maart 1959. In 1959 werd hij door Ajax op de transferlijst gezet. Ondanks interesse van Heracles en VSV keerde hij terug bij Stormvogels. Hier speelde hij drie seizoenen, waarna hij nog in het amateurvoetbal voor VV Hillegom speelde.
Zijn oudere broers Guus en Henk speelden ook voor Stormvogels. Van 1950 tot 1952 kwamen de drie broers samen uit in het eerste elftal. Na het behalen van de promotie naar de Eerste klasse in juni 1952 emigreerde Guus naar Curaçao.
Jan Snoeks overleed in 2022 op 90-jarige leeftijd.

## Carrièrestatistieken
| Seizoen         | Club            | Land            | Competitie                   | Competitie | Competitie | Beker | Beker | Internationaal | Internationaal | Overig | Overig | Totaal | Totaal |
| Seizoen         | Club            | Land            | Competitie                   | Wed.       | Dlp.       | Wed.  | Dlp.  | Wed.           | Dlp.           | Wed.   | Dlp.   | Wed.   | Dlp.   |
| --------------- | --------------- | --------------- | ---------------------------- | ---------- | ---------- | ----- | ----- | -------------- | -------------- | ------ | ------ | ------ | ------ |
| 1950/51         | Stormvogels     | Nederland       | Tweede klasse A West I       | 18         | 8          | –     | –     | –              | –              | 0      | 0      | 18     | 8      |
| 1951/52         | Stormvogels     | Nederland       | Tweede klasse A West I       | 17         | 5          | –     | –     | –              | –              | 4      | 1      | 21     | 6      |
| 1952/53         | Stormvogels     | Nederland       | Eerste klasse B              | 26         | 6          | –     | 0     | 0              | 0              | 0      | 0      | 26     | 6      |
| 1953/54         | Stormvogels     | Nederland       | Eerste klasse A              | 22         | 8          | –     | 0     | 0              | 0              | 0      | 0      | 22     | 8      |
| 1954/55         | Stormvogels     | Nederland       | Eerste klasse B (afgebroken) | 9          | 1          | –     | –     | –              | –              | 0      | 0      | 9      | 1      |
| 1954/55         | Stormvogels     | Nederland       | Eerste klasse A              | 26         | 9          | –     | –     | –              | –              | 0      | 0      | 26     | 9      |
| 1955/56         | Stormvogels     | Nederland       | Hoofdklasse A                | 34         | 7          | –     | –     | –              | –              | 0      | 0      | 34     | 7      |
| 1956/57         | Stormvogels     | Nederland       | Eerste divisie B             | 27         | 9          | 2     | 2     | –              | –              | 0      | 0      | 29     | 11     |
| 1957/58         | Ajax            | Nederland       | Eredivisie                   | 12         | 3          | 0     | 0     | –              | –              | 0      | 0      | 12     | 3      |
| 1958/59         | Ajax            | Nederland       | Eredivisie                   | 20         | 7          | 0     | 0     | –              | –              | 0      | 0      | 20     | 7      |
| 1959/60         | Stormvogels     | Nederland       | Eerste divisie A             | 20         | 10         | –     | –     | –              | –              | 0      | 0      | 20     | 10     |
| 1960/61         | Stormvogels     | Nederland       | Eerste divisie A             | 22         | 6          | –     | 0     | –              | –              | 0      | 0      | 22     | 6      |
| 1961/62         | Stormvogels     | Nederland       | Eerste divisie A             | 19         | 2          | –     | 0     | –              | –              | 0      | 0      | 19     | 2      |
| Carrière totaal | Carrière totaal | Carrière totaal | Carrière totaal              | 272        | 81         | –     | 2     | 0              | 0              | 4      | 1      | 278    | 84     |

## Trivia
- Jan is de oom van sportverslaggever Frank Snoeks.